# إنريكي بلتران
إنريكي بلتران (بالإسبانية: Enrique Beltrán)‏ هو عالم أحياء وعالم نبات مكسيكي، ولد في 26 أبريل 1903 في مدينة مكسيكو في المكسيك، وتوفي بنفس المكان في 23 أكتوبر 1994.